# Драгана Лазаревић Шишман
Драгана Лазаревић (умрла после 1. септембра 1395. године) била је ћерка кнеза Лазара Хребељановића и његове супруге Милице и супруга бугарског цара Ивана Шишмана или његовог сина Александра.
Драгана је била једна од пет ћерки кнеза Лазара и кнегиње Милице. Удата у бугарску царску породицу око 1386. године при чему старији извори помињу да је удата за Александра, сина трновског цара Ивана Шишмана. Према нешто познијим изворима била је друга жена Александровог оца Ивана Шишмана. Споразум између кнегиње Милице (тада монахиње Јевгеније) из 1395/6. године и монаха атоског манастира Светог Пантелејмона помиње да су свих пет кнегињиних ћерки биле су удате у то доба. Пошто је Иван Шишман погубљен 3. јуна 1395. по наређењу турског султана Бајазита I, а како се након 1. септембра 1395. Драгана помиње као удата, а не као удовица, српски историчар Ђорђе Сп. Радојичић је закључио да она самим тим и није могла бити Шишманова жена. После османског освајања Трновске Бугарске 1395. Шишманов син Александар је одведен у заробљеништво где је примио ислам и постао османски намесник у Малој Азији. Пошто се Драгана последњи пут помиње у документу из 1395/6. године, није познато шта се са њом десило након пада Бугарске под турску власт. Александар је као намесник Смирне погинуо 1418. године.

## Породично стабло
|  |                             |  |  |  |  |  |  |  |  |  |  |  |  |  |  |  |
|  | 2. Лазар Хребељановић       |  |  |  |  |  |  |  |  |  |  |  |  |  |  |  |
|  |                             |  |  |  |  |  |  |  |  |  |  |  |  |  |  |  |
|  |                             |  |  |  |  |  |  |  |  |  |  |  |  |  |  |  |
|  | 1. Драгана Лазаревић Шишман |  |  |  |  |  |  |  |  |  |  |  |  |  |  |  |
|  |                             |  |  |  |  |  |  |  |  |  |  |  |  |  |  |  |
|  |                             |  |  |  |  |  |  |  |  |  |  |  |  |  |  |  |
|  | 3. Милица Хребељановић      |  |  |  |  |  |  |  |  |  |  |  |  |  |  |  |
|  |                             |  |  |  |  |  |  |  |  |  |  |  |  |  |  |  |
|  |                             |  |  |  |  |  |  |  |  |  |  |  |  |  |  |  |